# Widened Lines
Le Widened Lines (note anche come City Widened Lines e, in precedenza, anche come Moorgate Line) sono una linea ferroviaria a doppio binario che collega la stazione di St Pancras e Farringdon, nell'area centrale di Londra.

## Storia

### Costruzione
Nel 1863, la società Metropolitan Railway aprì la prima ferrovia sotterranea al mondo.
Da Paddington la linea fu costruita con il metodo cut-and-cover sotto la New Road, collegando alcune delle principali stazioni londinesi (oltre a quella di Paddington, Euston, St Pancras e King's Cross); seguiva quindi la Farringdon Road in galleria e tagliava fino alla stazione di Farringdon Street. Inizialmente il servizio era fornito da carrozze di legno illuminate a gas trainate da locomotive a vapore.
Oltre ai collegamenti con le linee in costruzione delle compagnie Great Western Railway e Great Northern Railway e i collegamenti con le linee in progetto delle compagnie Midland Railway e London, Chatham and Dover Railway, la Metropolitan Railway ottenne nel 1861 e nel 1864 l'autorizzazione per un'estensione a quattro binari verso est fino a un nuovo capolinea a Moorgate e per due binari aggiuntivi da King's Cross a Farringdon Street.
La Metropolitan Railway utilizzò due binari per i propri servizi, mentre gli altri due binari vennero utilizzati principalmente da altre compagnie ferroviarie; questi binari divennero noti collettivamente come City Widened Lines.

Una coppia di tunnel a binario unico a King's Cross, che collegavano la linea della Great Northern Railway a quella della Metropolitan Railway, entrò in funzione il 1º ottobre 1863, quando i treni della prima iniziarono a circolare: quelli diretti a Farringdon Street effettuavano fermata in una stazione a binario singolo, King's Cross York Road, e in direzione opposta alla stazione di King's Cross Suburban.
Fu costruita una curva in direzione ovest, verso Baker Street, ma non fu mai utilizzata per il traffico regolare e il binario fu rimosso nel 1865.
Il prolungamento fino ad Aldersgate Street e Moorgate Street fu inaugurato il 23 dicembre 1865, e tutt'e quattro i binari furono aperti il 1º marzo 1866.

I binari paralleli da King's Cross a Farringdon furono utilizzati per la prima volta da un treno merci della Great Northern Railway il 27 gennaio 1868.

Fu sviluppato un piano per estendere le City Widened Lines fino a Euston, ma questo fu interrotto e mai completato.

### Servizi passeggeri
Dal gennaio 1866, i servizi congiunti delle società London, Chatham and Dover Railway e Great Northern Railway iniziarono a operare lungo le Widened Lines, attraverso la galleria di Snow Hill, sotto il mercato di Smithfield fino a Farringdon e verso nord fino alla linea gestita dalla stessa Great Northern Railway; in particolare dal 3 gennaio, i servizi della Great Northern Railway si iniziarono a dirigere verso Ludgate Hill mentre quelli della London, Chatham and Dover Railway verso Farringdon Street.
Il nodo che congiungeva le Widened Lines alla linea gestita dalla Midland Railway fu aperto il 13 luglio 1868, quando i servizi di questa società iniziarono a servire Moorgate Street (prima dell'apertura della stazione di St Pancras).
La linea lasciava la linea fondamentale della Midland Railway presso il bivio di St Paul's Road, entrando in una galleria a doppio binario e unendosi alle Widened Lines presso il bivio Midland. A ovest di questo bivio Midland fu costruito un tunnel con l'intento di quadruplicare la linea fino a Paddington, ma non fu utilizzato fino al 1926.
Inizialmente i servizi si estendevano dalla ferrovia Tottenham-Hampstead Junction fino a Moorgate e Victoria.
A partire dal 1º luglio 1875 la Midland Railway iniziò a gestire i propri servizi da Hendon e South Tottenham a Victoria, mentre la London, Chatham and Dover Railway tra Victoria e Hendon.
Il 1º settembre 1871 fu aperta una curva a est della galleria di Snow Hill e la London, Chatham and Dover Railway deviò il servizio da Victoria a Farringdon a Moorgate. Il servizio iniziò con 80 treni al giorno, scendendo a 48 nel 1913.
La South Eastern Railway costruì un collegamento con la London, Chatham and Dover Railway a Blackfriars Bridge.
Dal 1º giugno 1878, la Great Northern Railway effettuò sei treni al giorno per Woolwich Arsenal e dal 1º agosto 1880 la South Eastern Railway effettuò corse per Enfield e Muswell Hill per conto della Great Northern Railway.
All'inizio del XX secolo, la concorrenza delle metropolitane e dei tram elettrici portò alla soppressione dei servizi transitanti da questa tratta; in particolare:
- Il servizio della South Eastern Railway e della Great Northern Railway venne soppresso il 30 aprile 1907;
- Il servizio della Great Northern Railway e London, Chatham and Dover Railway nel settembre 1907;
- Il servizio della Midland Railway e della London, Chatham and Dover Railway nel giugno 1908.[19]

I servizi passeggeri che attraversavano Londra attraverso la stazione di Snow Hill e la stessa galleria di Snow Hill furono soppressi nel 1916.
Dal 1º gennaio 1908, le locomotive elettriche furono sostituite da locomotive a vapore sui treni passeggeri a Paddington, e i servizi della società Great Western Railway continuarono a funzionare fino al 1939.
Gli ex-servizi della Great Northern Railway e Midland Railway continuarono a funzionare fino a Moorgate, con autotreni e locomotive diesel che, negli anni sessanta del XX secolo, sostituirono quelle a vapore.
Nel 1976 gli ex-servizi della Great Northern Railway furono deviati a Finsbury Park attraverso la ferrovia Northern City fino a Moorgate, e la stazione di York Road e le curve verso King's Cross furono chiuse.
Nel 1978 iniziarono i lavori di elettrificazione delle Widened Lines da St Pancras a Moorgate come parte della Progetto "Bedpan", un servizio elettrico tra Bedford e Moorgate, inaugurato il 15 luglio 1983. La stazione di King's Cross Widened Lines fu rinominata prima King's Cross Midland City e poi King's Cross Thameslink nel maggio 1988, quando la galleria di Snow Hill fu riaperta per la rete Thameslink.
La linea da Farringdon a Moorgate è stata chiusa il 20 marzo 2009, per consentire l'ampliamento delle piattaforme di Farringdon per accogliere treni a 12 vagoni.

### Stazioni della London, Chatham and Dover Railway
Quando la linea aprì a sud di Farringdon, la London, Chatham and Dover Railway aveva una stazione a Ludgate Hill, aperta il 1º giugno 1865 e Blackfriars Bridge sul lato sud del Tamigi. Il 2 marzo 1874 aprì Holborn Viaduct come capolinea a sei piattaforme rivolto a sud.

Nelle vicinanze, la stazione di Snow Hill aprì sulla linea passante il 1º agosto; nel 1912, questa venne rinominata Holborn Viaduct Low Level.

Nel 1886 fu aperta la stazione di Blackfriars, con il nome di St Paul's, sul lato nord del fiume, in sostituzione di Blackfriars Bridge, che chiuse nello stesso anno; St Paul's venne rinominata Blackfriars nel 1937.

Quando il traffico passante fu soppresso nel 1916, Holborn Viaduct Low Level chiuse.

Ludgate Hill chiuse nel 1929.
Dopo l'avvio dei servizi della rete Thameslink, nel 1990 Holborn Viaduct fu sostituita da una nuova stazione passante denominata St Paul's Thameslink (nel 1991 ribattezzata City Thameslink).

### Servizi merci e carbone
Il traffico merci su rotaia si sviluppò negli anni sessanta e settanta del XIX secolo, quando quasi tutte le stazioni avevano uno scalo merci associato. Divenne quindi possibile inviare merci da qualsiasi stazione (o binario di raccordo) della Gran Bretagna a qualsiasi altra stazione. In particolare, qualsiasi stazione del sud dell'Inghilterra poteva ricevere merci da località del nord. Le stazioni del sud potevano anche ordinare carbone dalle miniere del Nottinghamshire, del Derbyshire e dello Yorkshire, oltre che da altri bacini carboniferi, da trasportare a destinazione su rotaia. Questo traffico doveva attraversare Londra da nord a sud. C'era anche una certa quantità di traffico in direzione opposta, oltre al ritorno dei vagoni di carbone vuoti.
Poiché le compagnie Midland Railway e la Great Northern Railway avevano già collegamenti con le Widened Lines, divenne conveniente utilizzare il percorso per trasferire carri di merci e carbone alle compagnie che operavano nel sud dell'Inghilterra. In confronto, la London and North Western Railway e la Great Western Railway utilizzavano il percorso attraverso la ferrovia West London, mentre la Great Eastern Railway utilizzava la ferrovia East London. Il metodo adottato consisteva nel far viaggiare i treni da nord fino a un luogo alla periferia di Londra dove c'erano dei binari di raccordo in cui il treno poteva essere spezzato. I vagoni destinati alle località a sud del Tamigi venivano separati e costituiti in un treno separato che attraversava Londra fino a un altro gruppo di binari di raccordo dove potevano essere smistati in base alla destinazione finale. In origine venivano utilizzati piccoli gruppi di binari, presso Kentish Town e West Hampstead sulla linea gestita dalla Midland Railway, e presso Holloway e Finsbury Park sulla linea della Great Northern Railway. Nell'ultima parte del XIX secolo la quantità di traffico superò la capacità di questi luoghi e furono costruite nuove enormi stazioni di smistamento di Brent Sidings della Midland Railway e Ferme Park della Great Northern Railway.
Nel 1877, c'erano 58 corse giornaliere dalla Midland Railway attraverso le Widened Lines verso i propri depositi del sud di Londra e verso le destinazioni servite dalle compagnie London, Brighton and South Coast Railway, London, Chatham and Dover Railway e South Eastern Railway menzionate in precedenza.
Ci deve essere stato un numero simile di corse dalla Great Norther Railway, i cui dettagli possono essere trovati negli orari di lavoro presso gli Archivi Nazionali.
Il carico dei treni era limitato attraverso la sezione della galleria e c'erano poche possibilità di far circolare treni più lunghi e meno numerosi. Dopo la cessazione del servizio passeggeri nel 1916, furono disponibili più tracce per i treni merci. Il traffico merci continuò e fu di notevole importanza in entrambe le guerre mondiali. Con il declino del traffico merci a carri completi a partire dagli anni sessanta del XX secolo e il "Piano Nazionale dei Treni Merci" del 1968, venne fatto un uso maggiore della ferrovia West London, consentendo l'abbandono delle Widened Lines per questo tipo di traffico.

### Depositi merci
Alcuni depositi merci furono aperti vicino a Farringdon lungo le Widened Lines.
Il 1º maggio 1869 furono aperti dei binari di raccordo presso il mercato di Smithfield, utilizzato dai treni merci della Great Western Railway. La Great Northern Railway aprì il suo deposito il 2 novembre 1874 e la Midland Railway la seguì con il suo deposito di Whitecross il 1º gennaio 1878. Infine, la Metropolitan Railway aprì il suo deposito presso Vine Street nel 1909, usato dalle locomotive elettriche provenienti da West Hampstead.
Il deposito merci della Great Northern Railway chiuse il 15 gennaio 1956 e quello presso il mercato di Smithfield fu servito per l'ultima volta da un treno il 28 luglio 1962.

### La prima guerra mondiale
Dopo la dichiarazione di guerra della Gran Bretagna alla Germania, il 4 agosto 1914, e fino alla fine della prima guerra mondiale, le Widened Lines assunsero un ruolo di grande importanza strategica per le comunicazioni ferroviarie, giacché la maggior parte del traffico navale e militare doveva viaggiare tra il nord e il sud. La linea infatti costituiva un collegamento vitale tra i porti della Manica e le ferrovie a nord di Londra per il movimento di truppe e merci.

Il numero di treni truppa gestiti dallo scoppio della guerra al 25 febbraio 1915 non fu inferiore a 2 738, come riferì il presidente della Metropolitan Railway a un'assemblea della società in quest'ultima data, mentre durante i primi quindici giorni del 1915 il numero di treni merci transitati sulle Widened Lines fu di 2 935 (una media di 210 al giorno), senza contare i treni militari speciali per le truppe e le provviste e i normali servizi passeggeri locali. Complessivamente, dal 5 agosto 1914 al 31 dicembre 1918, 252100 tonnellate di merci e 26 047 treni speciali militari per il personale o il materiale furono fatti transitare sulle Widened Lines tra le ferrovie settentrionali e meridionali.

Ciò avvenne nonostante i principali vincoli fisici che condizionavano l'uso del percorso e imponevano restrizioni alla natura e all'entità del traffico che poteva transitare su di esso. I più importanti erano le forti pendenze, in particolare nei punti in cui le linee si incrociavano tra King's Cross e Farringdon, e le restrizioni sulla sagoma di carico, che impedivano ai treni ambulanza e ai vagoni che trasportavano merci di larghezza e altezza eccezionali di utilizzare questo percorso.

## Caratteristiche
La linea ferroviaria in esercizio è a doppio binario a scartamento ordinario da 1435 mm. È affiancata per tutta la lunghezza dai binari, anch'essi doppi, della rete metropolitana londinese.

Forti pendenze caratterizzano la tratta e i collegamenti con altre linee ferroviarie.
L'elettrificazione della linea è a corrente alternata a 25 kV a una frequenza di 50 Hz.

### Percorso
|  |  |  | Continuation backward |

|  |  |  | Station on track |

|  | Continuation backward |  | Unknown route-map component "ABZg2" | Unknown route-map component "STRc3" |  |

|  | Station on track |  | + Straight track + Unknown route-map component "STRc1" | + Unknown route-map component "tSTR+4a" |  |

|  | Straight track |  | Straight track | Unknown route-map component "tCONTf" |  |

| Unknown route-map component "CONTgq" | Unknown route-map component "KRZu" | Transverse track | Unknown route-map component "KRZu" | Unknown route-map component "CONTfq" |  |

| Unknown route-map component "STRc2" | Unknown route-map component "ABZg3" | Unknown route-map component "kSTRc2" | Unknown route-map component "kKRZ3+lu" | Unknown route-map component "CONTfq" |  |

| Unknown route-map component "STR+1" | + Unknown route-map component "tSTRa@g" + Unknown route-map component "tSTR+l" + Unknown route-map component "STRc4" | + Unknown route-map component "tSTRq" + Unknown route-map component "kSTR+1" | + Unknown route-map component "ABZgr" + Unknown route-map component "PORTALr" |  |  |

| Unknown route-map component "KBHFe-L" | + Unknown route-map component "lBHF-M" + Unknown route-map component "tSTR" | + Unknown route-map component "KBHFe-R" | + Straight track |  |  |

| Unknown route-map component "utCONT4+f" | Unknown route-map component "tSTR" |  | Straight track |  |  |

| Urban tunnel stop on track | Unknown route-map component "tSTR" |  | Unknown route-map component "eABZg2" | Unknown route-map component "exSTRc3" |  |

| Urban tunnel straight track | Unknown route-map component "tSTR" | + Unknown route-map component "exKRW+l" | + Unknown route-map component "eKRWgr" + Unknown route-map component "exSTRc1" | + Unknown route-map component "exINT+4" |  |

| + Unknown route-map component "extSTR2" + Urban tunnel straight track | + Unknown route-map component "tSTR" + Unknown route-map component "extSTRc3" | + Unknown route-map component "exSTR" + Unknown route-map component "PORTALf" + Unknown route-map component "lBHF-L" | + Unknown route-map component "KBHFe-R" | + Unknown route-map component "extSTRf" + Unknown route-map component "extSTRa@g" |  |

| + Unknown route-map component "utSTR2" + Unknown route-map component "extSTRc1" | + Unknown route-map component "tABZ2+gx4" + Unknown route-map component "utSTRc3" | + Unknown route-map component "extSTRg" + Unknown route-map component "tSTRc3" | + Unknown route-map component "extSTRc2" | + Unknown route-map component "extSTR3" |  |

| Unknown route-map component "utSTRc1" | + Unknown route-map component "utSTR2+4" + Unknown route-map component "tSTRc1" | + Unknown route-map component "tABZ2+4xg" + Unknown route-map component "utSTRc3" | + Unknown route-map component "extSTR+1" + Unknown route-map component "tSTRc3" | + Unknown route-map component "tSTRc4" |  |

| Unknown route-map component "utSTRc1" | + Unknown route-map component "utSTR+4" + Unknown route-map component "tSTRc1" | Unknown route-map component "xtABZg+4" |  |

|  | Unknown route-map component "utSTRe" | Unknown route-map component "tSTRe" |  |

|  | Unknown route-map component "ueBHF-L" | Unknown route-map component "eBHF-R" |  |

|  | Unknown route-map component "umKRWlo+l" | Unknown route-map component "umKRWr+ro" |  |

| Unknown route-map component "exKRW+l" | Unknown route-map component "eKRWgr" | Urban straight track | Unknown route-map component "uexKDSTa" |

| Unknown route-map component "exKDSTe" | Straight track | Unknown route-map component "ueKRWg+l" | Unknown route-map component "uexKRWr" |

| Unknown route-map component "tCONTr+f" | Straight track | Urban straight track |  |

| Unknown route-map component "tXBHF-L" | + Unknown route-map component "XPLTq" + Unknown route-map component "BHF-L" | Unknown route-map component "uBHF-R" |  |

| + Unknown route-map component "tCONTgq" + Unknown route-map component "tSTRc1" | + Unknown route-map component "etABZq2" + Unknown route-map component "tSTR3" | + Unknown route-map component "xABZgr" + Unknown route-map component "PORTALr" + Unknown route-map component "PORTALf" + Unknown route-map component "extSTRc3" | + Urban straight track + Unknown route-map component "PORTALf" |  |  |

| + Unknown route-map component "tSTR+1" | + Unknown route-map component "extKRW+l" + Unknown route-map component "extSTRc1" + Unknown route-map component "tSTRc4" | + Unknown route-map component "extKRWgr" + Unknown route-map component "extSTR+4" + Unknown route-map component "POINTERg@fq" | + Urban tunnel straight track |  |  |

| Unknown route-map component "tSTR" | Unknown route-map component "extDST" | Unknown route-map component "extSTR" | Urban tunnel straight track |  |  |

| Unknown route-map component "tSTR" | Unknown route-map component "extKRWl" | Unknown route-map component "extKRWg+r" | Urban tunnel straight track |  |  |

| + Unknown route-map component "tSTR" |  | + Unknown route-map component "exBHF-L" + Unknown route-map component "PORTALg" | + Unknown route-map component "uBHF-R" + Unknown route-map component "PORTALg" |  |  |

| Unknown route-map component "tSTR" | Unknown route-map component "exKRW+l" | + Unknown route-map component "exKRWgr" + Unknown route-map component "PORTALf" | + Urban straight track + Unknown route-map component "PORTALf" | + Unknown route-map component "tCONTg" |  |

| Unknown route-map component "tSTR" | Unknown route-map component "exKDSTe" | Unknown route-map component "extSTR" | Unknown route-map component "utSPLa" | Unknown route-map component "tSTR" |  |

| Unknown route-map component "tSTR" |  | Unknown route-map component "extKBHFe-L" | + Unknown route-map component "XPLTq" + Unknown route-map component "utvKBHFe-BHF" + Unknown route-map component "ulvBHF-R" | + Unknown route-map component "tKXBHFe-R" |  |

| Unknown route-map component "tCONTf" |  |  | Unknown route-map component "utSHI1+l" |  |  |

|  |  | Unknown route-map component "utCONTf" |

Le Widened Lines hanno un andamento nord ovest-sud est fino a sud della stazione di Farringdon, dove si trova il bivio per la galleria di Snow Hill. Dopo il bivio, la linea - che ora è in disuso, devia verso est, fino alla stazione di Moorgate.

## Traffico
La linea è percorsa dai treni del servizio Thameslink, operati dalla società Govia Thameslink Railway. Assieme alla tratta a nord di Blackfriars della ferrovia Holborn Viaduct-Herne Hill, questa tratta è nota anche come Thameslink core, in quanto vi convergono tutte le linee del servizio.
Le linee della rete metropolitana che affiancano le Widened Lines lungo tutta la tratta sono la Circle, la Hammersmith & City e la Metropolitan.
Dal 2009, la tratta compresa tra il bivio in direzione della galleria di Snow Hill e la stazione di Moorgate non è più servita - a eccezione dei treni metropolitani.

## Materiale rotabile

### XIX secolo
Sin dalla data di apertura delle Widened Lines, le varie compagnie ferroviarie adoperavano le proprie locomotive a vapore (per lo più dotate di apparati di condensazione).

### XX secolo
Nel corso del XX secolo, le locomotive a vapore utilizzate sulle Widened Lines comprendevano:
- Classe L1 della GNR con rodiggio 0-8-2T
- Classe N2 della GNR con rodiggio 0-6-2T
- Classe 9700 della GWR con rodiggio 0-6-0PT
- Fowler della LMS con rodiggio 2-6-2T

Nell'era delle locomotive a diesel, le locomotive Classe 23 e Classe 31 sono state utilizzate sui treni passeggeri tra King's Cross e Moorgate.